# Русановский бульвар
Руса́новский бульва́р (укр. Руса́нівський бульва́р) — бульвар в Днепровском районе города Киева, жилой массив Русановка. Пролегает от Русановской набережной до бульвара Игоря Шамо.

## История
Возник во время строительства массива в начале 1960-х годов. Современное название — с 1964 года. Имеет все признаки «классического» бульвара — посередине высажена аллея тополей.
В 1982 году в начале бульвара был открыт памятник Николаю Гоголю.

## Транспорт
По бульвару транспорт не ходит. Добраться до него можно на автобусах 49, 95, 108 от станции метро «Левобережная»